# Ormören
Ormören är en ö i Finland.   Den ligger i kommunen Pargas i den ekonomiska regionen  Åboland  och landskapet Egentliga Finland, i den sydvästra delen av landet, 200 km väster om huvudstaden Helsingfors.